# دست‌نوشته‌ها نمی‌سوزند
دست‌نوشته‌ها نمی‌سوزند فیلمی درام ساخته محمد رسول‌اف در سال ۲۰۱۳ است. این فیلم نخستین بار در بخش نوعی نگاه شصت و هفتمین جشنواره فیلم کن به نمایش درآمد و برنده جایزه فدراسیون بین‌المللی منتقدان فیلم (فیپرشی) شد.
این فیلم در جشنواره‌های جهانی معتبر دیگری همچون تورنتو نیز به نمایش درآمد.
داستان فیلم بر پایه وقایع حقیقی ترور و کشتار نویسندگان و روشنفکران ایرانی یا همان قتل‌های زنجیره‌ای است. بخش‌هایی از فیلم به تلاش دستگاه امنیتی ایران برای به دره انداختن(گردنه هیران آستارا) اتوبوس حامل بیست و یک نفر از نویسندگان و شاعران ایرانی که عازم ارمنستان بودند می‌پردازد. این فیلم درباره ماجرای اتوبوس ارمنستان است .
فیلم به شیوه روایت غیرخطی تهیه شده است. داستان یک برداشت آزاد از وقایع متعدد حقیقی در فضای نشر و ادبیات ایران است. کلیت داستان در خصوص حذف یک رمان و دو رونوشت از آن است. نویسنده این رمان در فیلم تداعی کننده زندگی سیامک پورزند است که خواستار رفع ممنوع‌الخروجی برای دیدار دخترش بود.

## خلاصه فیلم
این فیلم دارای جزئیاتی از زندگی یک مامور اطلاعاتی است و همزمان با حذف یک رمان، نویسنده و افراد دیگر (احتمالاً از دوستان نویسنده) به پایان می‌رسد. فیلم دارای یک روایت غیرخطی است به طوری که ابتدا و انتهای آن مکمل یکدیگر هستند. صدای پارس سگی که در ابتدای فیلم شنیده می‌شود وقتی در پایان فیلم شنیده می‌شود، این دو زمان و مکان را به یکدیگر ربط می‌دهد.  
فیلم یک نگاه سنتی در خصوص بازگشت شر به انسان دارد به این ترتیب که یکی از ماموران اطلاعاتی که مرتکب قتل می‌شود، کودکی دارد که بیمار است و همسر او باور دارد که دلیل بیماری کودک، شغل همسرش است. یکی از مواردی که کارگردان آن را برجسته کرده، نیاز مالی این مامور اطلاعات است. به طوری که بارها در حال کنترل موجودی حساب خود است. این صحنه‌ها یادآور رمان بازجوی عزیز نسین است.
در طی ماموریت، با سفارش حاجی، فرزند مامور اطلاعاتی در بیمارستان پذیرش می‌شود ولی در صحنه‌هایی دیگر عدم انجام جراحی، بیانگر بیهودگی، تعلیق و سرابی است که این مامور با آن مواجه است. 
فیلم به دلیل امنیت عوامل فیلمبرداری، از ذکر نام و مشخصات عوامل فیلمبرداری و سایر ویژگی‌های ساخت فیلم پرهیز و در این خصوص تنها به نام کارگردان اکتفا می‌کند.